# Onobrychis vaginalis
Onobrychis vaginalis är en ärtväxtart som beskrevs av Carl Anton von Meyer. Onobrychis vaginalis ingår i släktet esparsetter, och familjen ärtväxter. Inga underarter finns listade i Catalogue of Life.